# Autovía de Beasain-Durango por Kanpazar
La  N-636  es una carretera española que une Durango (Vizcaya) con Mondragón (Guipúzcoa) a través del puerto de Campázar, formando parte del denominado como corredor Beasáin-Durango.
Actualmente se distinguen dos tramos: entre la  AP-8  en Guerediaga (Abadiano) y Elorrio se constituye como una autovía proyectada a 100 km/h, con una longitud de 6,44 km. Destaca en su recorrido el túnel de Gaztelua (1.951 m), compuesto por sendos túneles bitubo en mina de 594 y 1.141 metros, respectivamente, unidos mediante un falso túnel de 216 metros.
Entre Elorrio y la  AP-1  en Mondragón discurre como carretera convencional, subiendo al alto de Campázar. No obstante, entre el barrio mondragonés de Meatzerreka y el enlace con la  AP-1  tiene características de vía rápida, con enlaces a distinto nivel y tres carriles de circulación. Está previsto unir este tramo con la autovía antedicha mediante un túnel de 830 metros de longitud que salve el alto de Campázar y complete el eje Beasáin-Durango como vía de alta capacidad.

## Tramos
| Denominación | Tramo                             | Año servicio / Estado (2025)                                                                       | km  |
| ------------ | --------------------------------- | -------------------------------------------------------------------------------------------------- | --- |
| N-636        | Guerediaga AP-8 - Elorrio (Oeste) | 2016                                                                                               | 6,4 |
| N-636        | Variante de Elorrio               | 1999                                                                                               | 3,5 |
| N-636        | Elorrio-Kanpazar                  | En redacción de proyecto (pendiente someter a información pública) (pendiente licitación de obras) | 5,5 |
| N-636        | Kanpazar-Mondragón                | 1994                                                                                               | 3,7 |

## Trazado
| Velocidad | Esquema | Número de Salida | Sentido Mondragón                   | Sentido Durango                     | Carretera que enlaza |
| --------- | ------- | ---------------- | ----------------------------------- | ----------------------------------- | -------------------- |
|           |         |                  |                                     |                                     | AP-8                 |
|           |         | 49B              | Marquina-Jeméin - Bérriz - Abadiano | Marquina-Jeméin - Bérriz - Abadiano | BI-633 N-634         |
|           |         | 49A              |                                     | San Sebastián                       | AP-8                 |
|           |         |                  |                                     |                                     | Túnel de Gaztelua    |
|           |         | 46               | Abadiano - Achondo                  | Abadiano - Achondo                  | BI-3336              |
|           |         |                  |                                     |                                     |                      |
|           |         | 43               | Elorrio                             | Elorrio                             | BI-3331              |
|           |         | 42               | Elorrio - Elgueta - Vergara         | Elorrio - Elgueta - Vergara         | BI-2632              |
|           |         |                  |                                     |                                     | Final autovía        |
|           |         | 40               | Elorrio                             | Elorrio                             | BI-3331              |
|           |         |                  | Puerto de Campázar                  |                                     |                      |
|           |         | 35               | Elgueta                             | Elgueta                             | GI-2639              |
|           |         | 34               | Mondragón                           | Mondragón                           | GI-3551              |
|           |         | 31               | Epele                               | Epele                               |                      |
|           |         | 30               | Mondragón - Vergara - Oñate         | Mondragón - Vergara - Oñate         | GI-627               |
|           |         |                  | Éibar - San Sebastián - Vitoria     |                                     | AP-1                 |